# Deutsches Buchgewerbehaus

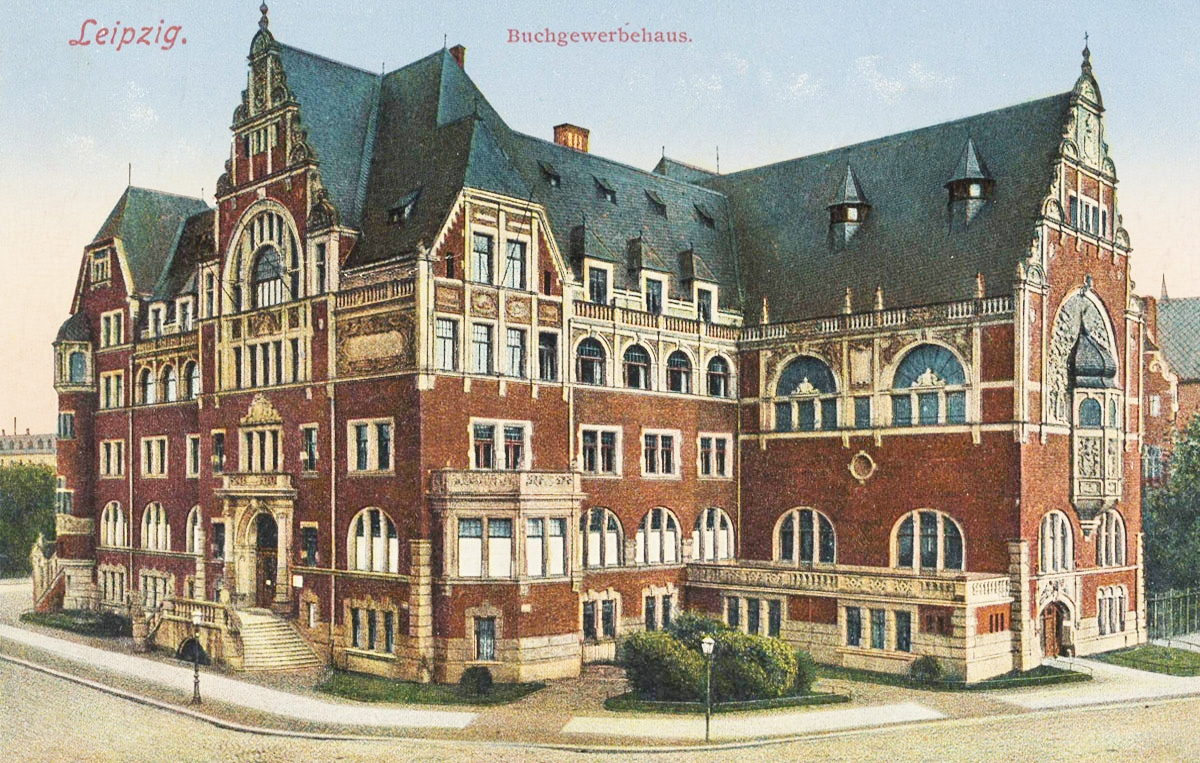
Das Deutsche Buchgewerbehaus, um 1900

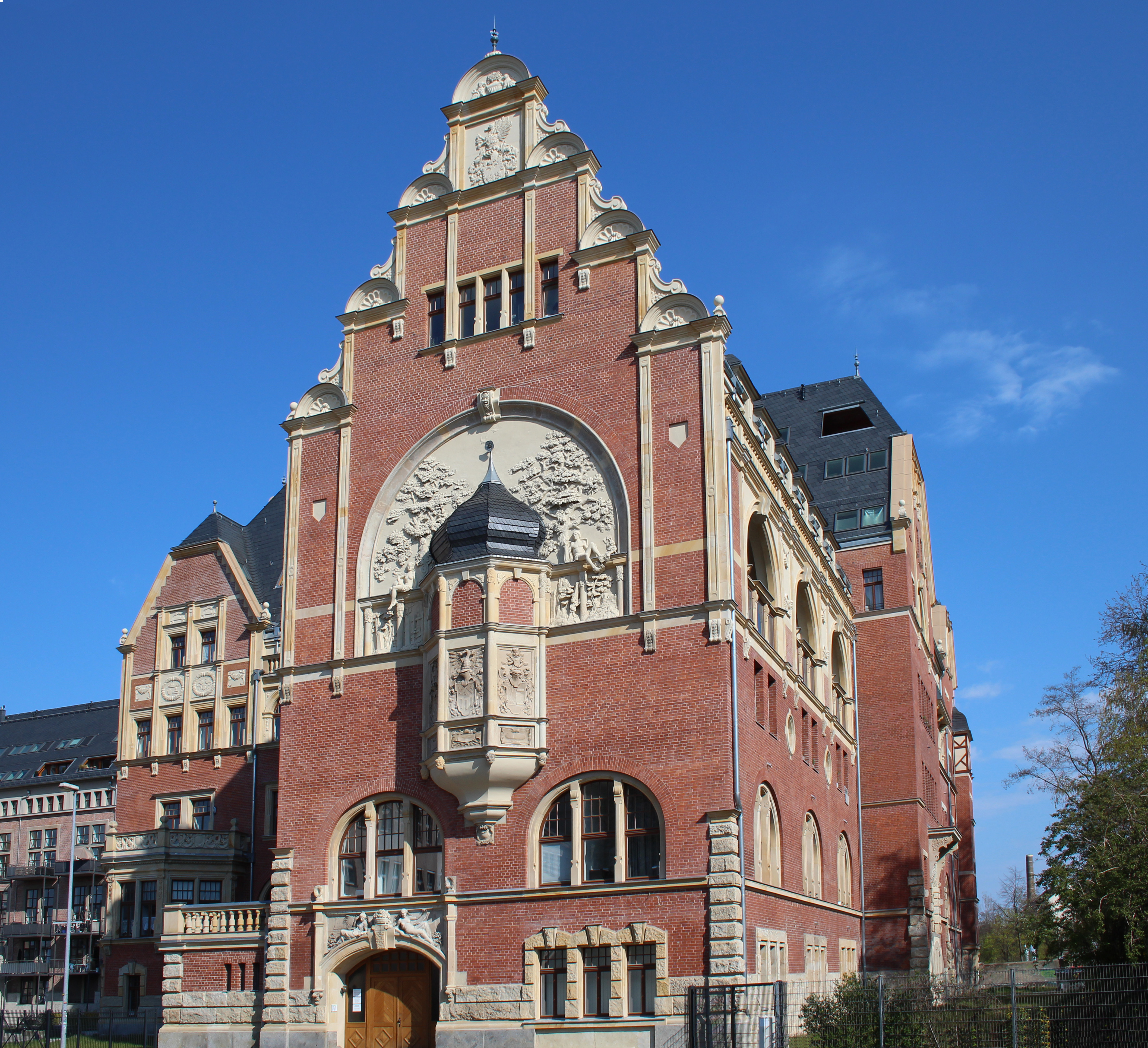
Buchgewerbehaus im Frühjahr 2020

Das Deutsche Buchgewerbehaus in Leipzig war der Sitz des Deutschen Buchgewerbevereins. Nach seiner Erweiterung zum Messehaus trug es auch die Bezeichnung Messehaus Bugra. Im Zweiten Weltkrieg teilzerstört und später nur notdürftig wieder aufgebaut, erfolgte 2015 bis 2017 eine umfassende Rekonstruktion. Das Gebäude dient heute als Wohnhaus.

## Lage
Das Deutsche Buchgewerbehaus wurde im Leipziger Graphischen Viertel errichtet, von der Hospitalstraße (jetzt Prager Straße) gesehen hinter dem Deutschen Buchhändlerhaus zwischen Platostraße (heute Gutenbergplatz) und Gerichtsweg. Der Haupteingang lag an der Nordfassade an der später aufgelassenen Dolzstraße. In den 1930er Jahren entstand das Bugra-Messehaus als nördlicher Erweiterungsbau längs des Gerichtswegs mit Zugang vom Gutenbergplatz.

## Geschichte
Der 1884 gegründete Deutsche Buchgewerbeverein war die Dachorganisation aller Verbände der graphischen Industrie. Er besaß zunächst kein eigenes Gebäude und nutzte Räume im Deutschen Buchhändlerhaus. Der schwedische Architekt Emil Hagberg errichtete 1898 bis 1901 ein Neorenaissancegebäude als Pendant zum Buchhändlerhaus. Neben Büros der buchgewerblichen Vereine enthielt das Haus Ausstellungsräume für eine Jahres-Novitäten-Schau, das Deutsche Buchgewerbe-Museum und eine Maschinenausstellung.

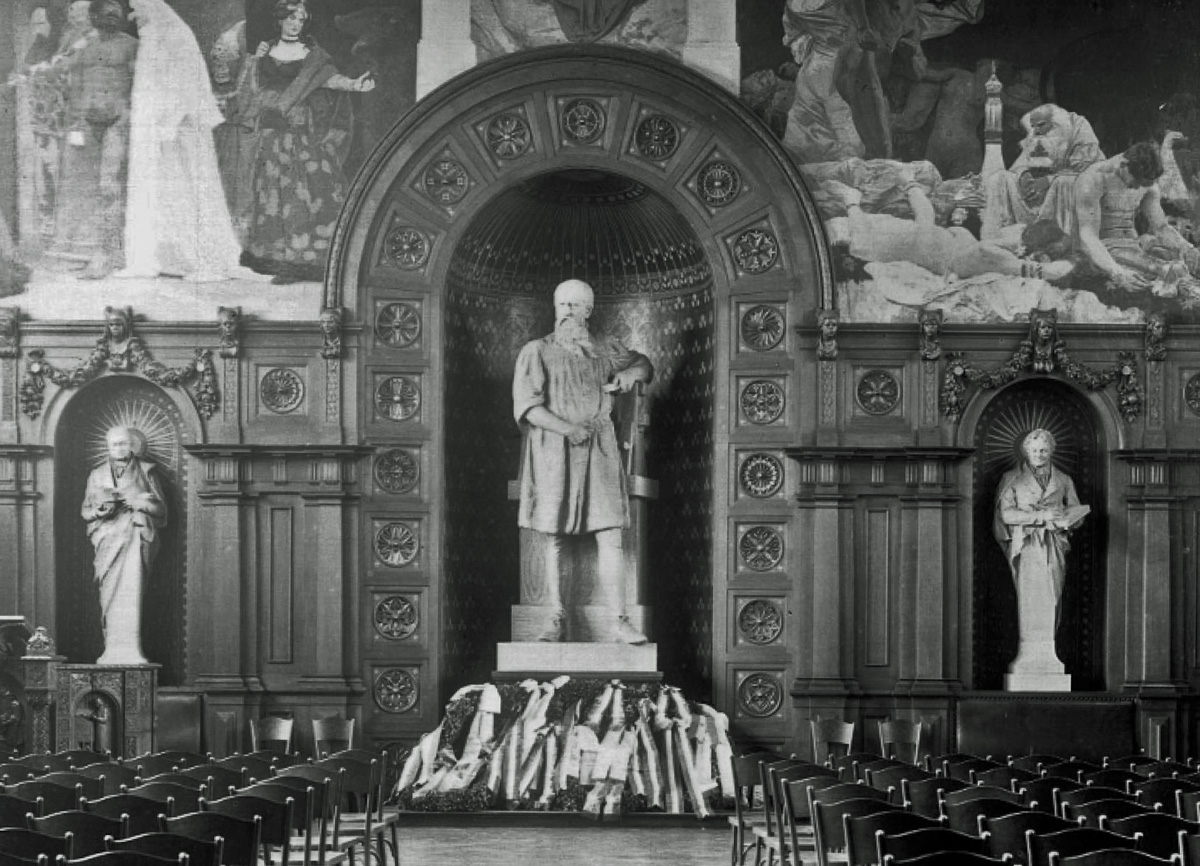
Gutenberghalle – Stirnwand mit Gutenberg-Standbild

Zentrum des Hauses war die zwölf Meter hohe, von Bruno Eelbo gestaltete Gutenberghalle als Fest- und Gedenkraum. Das von Adolf Lehnert geschaffene drei Meter hohe Standbild Johann Gutenbergs wurde von Porträtbüsten von Alois Senefelder (Erfinder der Lithographie) und Friedrich Koenig (Erfinder der Schnelldruckpresse) flankiert. Die Fresken der Stirnseite malte Sascha Schneider.
Für die für 1940 geplante Gutenberg-Reichsausstellung wurde 1938 durch Curt Schiemichen ein Erweiterungsbau errichtet. Dieser bot die Möglichkeit, in 24 Räumen eine ständige Ausstellung zur Geschichte des Buches und der Schrift zu zeigen. Mit den Ausstellungen graphischer Maschinen bürgerte sich für das Buchgewerbehaus auch der Name Bugra-Messehaus ein.
Am 4. Dezember 1943 wurde das Buchgewerbehaus bei einem Luftangriff auf Leipzig zu großen Teilen zerstört, jedoch nach 1945 vereinfacht wieder aufgebaut und als Messehaus Bugra genutzt. Die zwölf Meter hohe Gutenberg-Festhalle ging beim Wiederaufbau nach dem Krieg verloren. Nur der fensterlose Erker, in dem innen eine drei Meter große Gutenberg-Figur gestanden hatte, blieb an der Außenwand ablesbar. Im Jahr 1954 war auf 7630 m² die größte Spezialausstellung des graphischen Gewerbes der Welt zu sehen, bevor die Sparte später in die Halle 20 auf dem Gelände der Technischen Messe umzog.
Im Keller des Anbaus von 1938 entstand eine Gaststätte, die 1955 von der Staatlichen Handelsorganisation (HO) übernommen wurde, der Gutenbergkeller. Hier fanden ab 1965 regelmäßig Jazzkonzerte statt. Im Jahr 1991 wurde die Gaststätte geschlossen.
Eine im Jahr 1990 begonnene Sanierungsmaßnahme für ein Museum der Druckkunst schlug fehl, so blieb das Gebäude bis 2015 ungenutzt. Von 2015 bis 2017 fanden umfassende Sanierungsarbeiten am Bauwerk statt. Bei diesen wurden die im Krieg zerstörte Dachlandschaft sowie zahlreiche aufwendige Details der Fassade rekonstruiert. Der reich verzierte Erker mit einem Porträt Gutenbergs und Wappenschilde der „Schwarzen Zunft“ sowie der aufwändig gestaffelte Neorenaissancegiebel bilden nun wieder an der roten Ziegelfassade einen markanten Blickfang. Etwa tausend laufende Meter Sandstein-Verzierungen wurden originalgetreu restauriert und rekonstruiert. Hinzu kamen 150 Reliefs und Ornamente, die Allegorien, wie etwa die Nutzung des Papyrus, zeigen. Die Kosten der gesamten Gebäuderekonstruktion mit dem benachbarten Schiemichen-Bau, welcher 1938 für Ausstellungen polygraphischer Maschinen errichtet worden war, betrugen über 50 Millionen Euro.

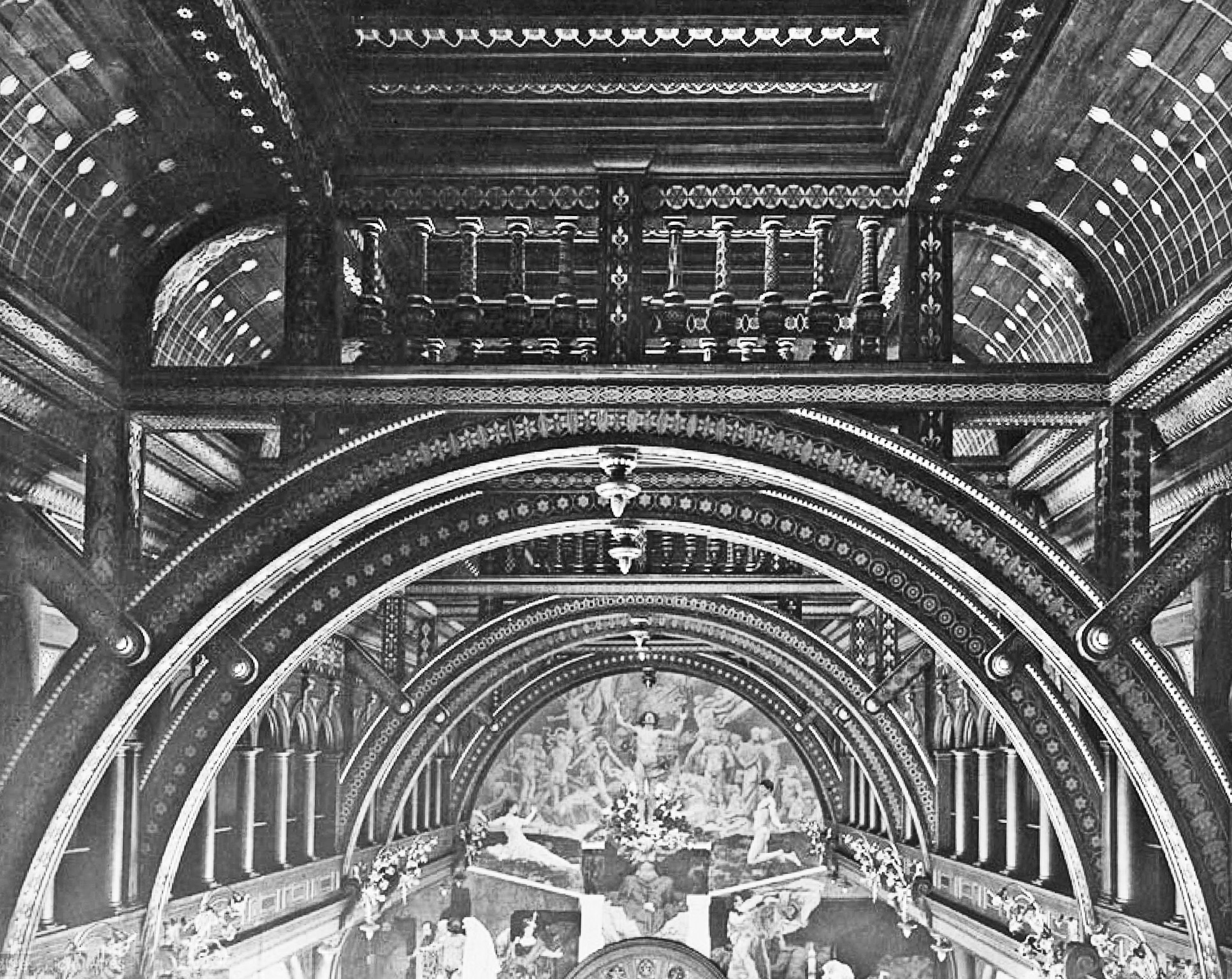
Decke der Gutenberghalle
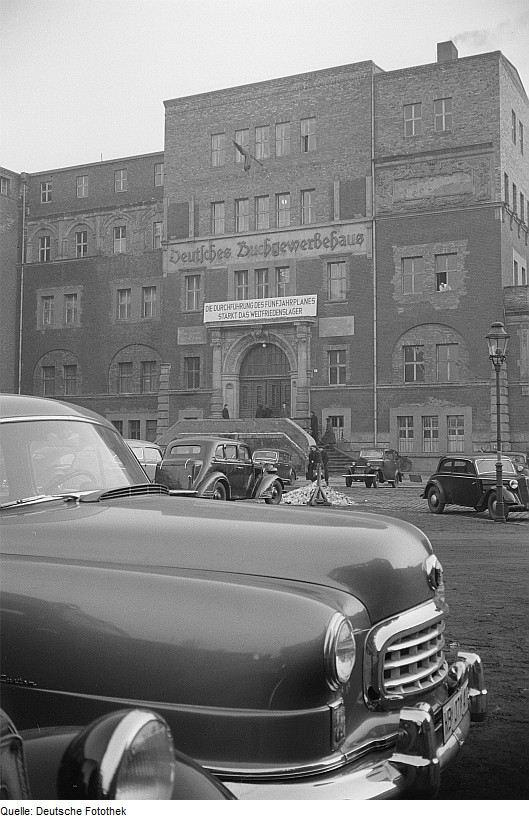
Nachkriegsmesse 1951
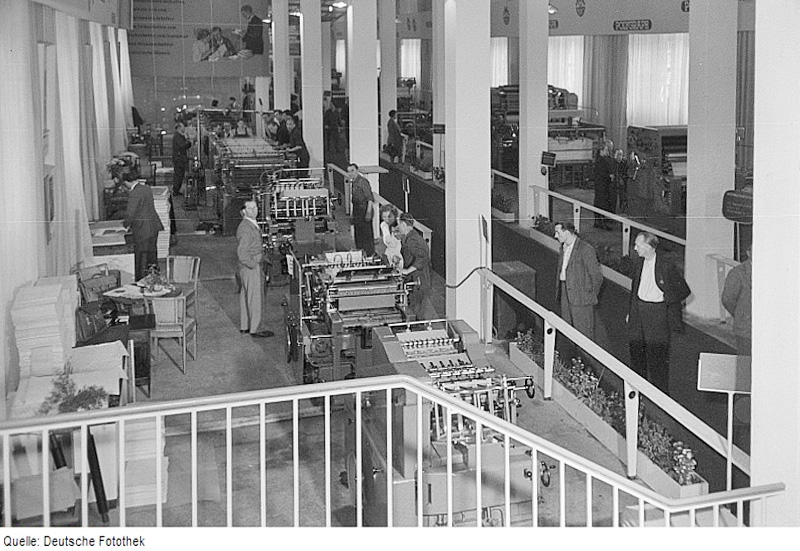
Bugra 1953
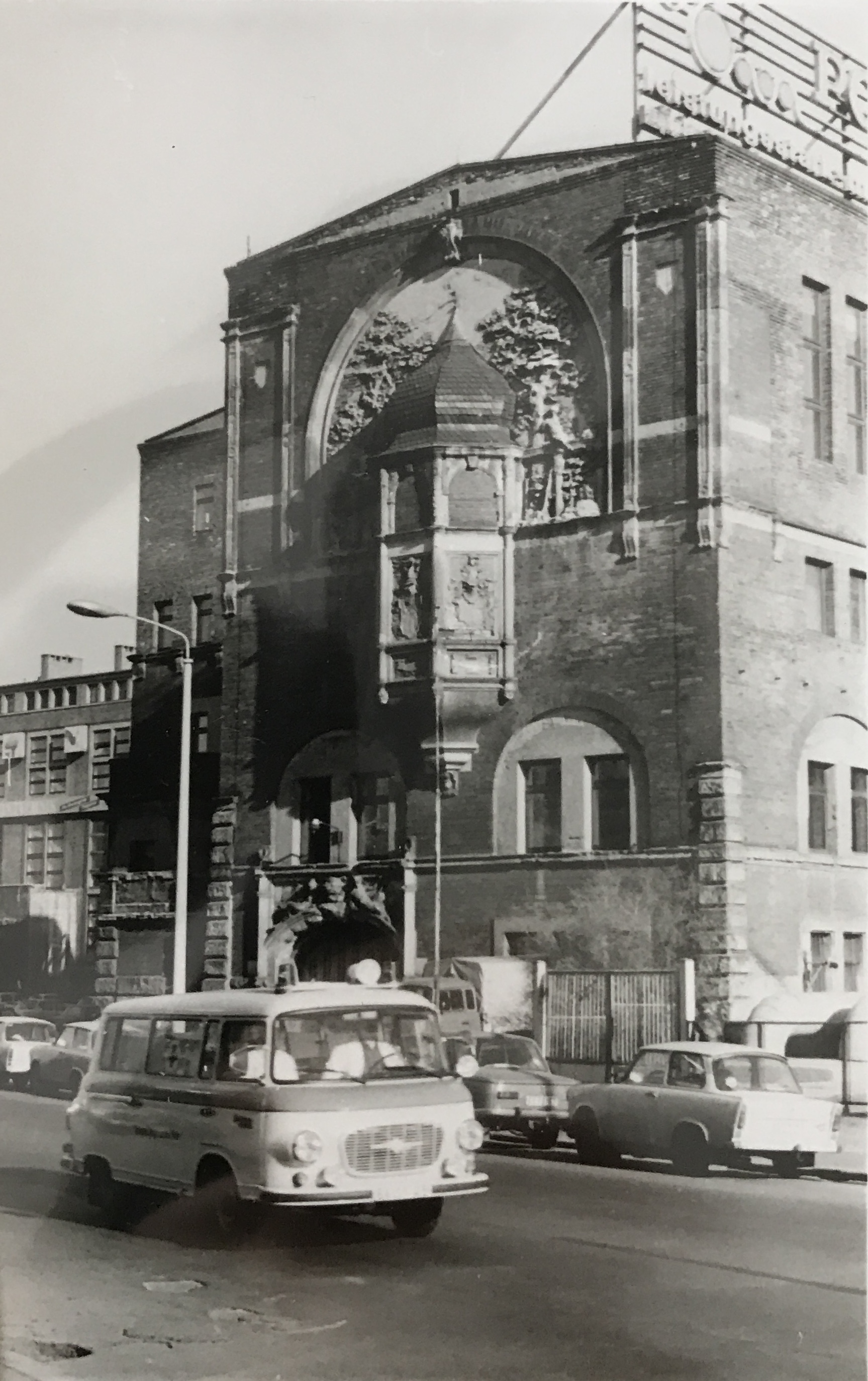
Buchgewerbehaus in den 1980er Jahren
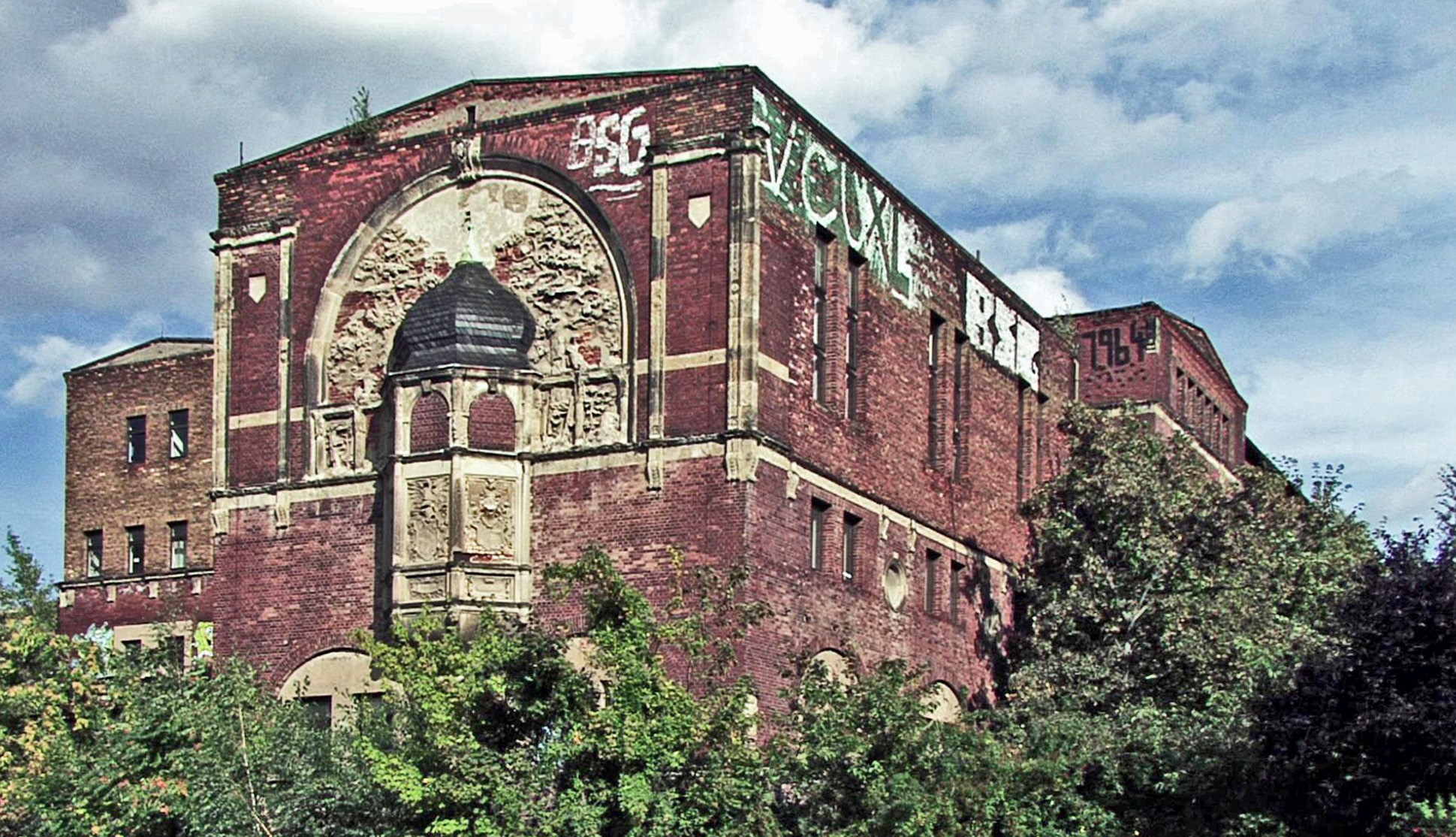
Das Buchgewerbehaus 2012
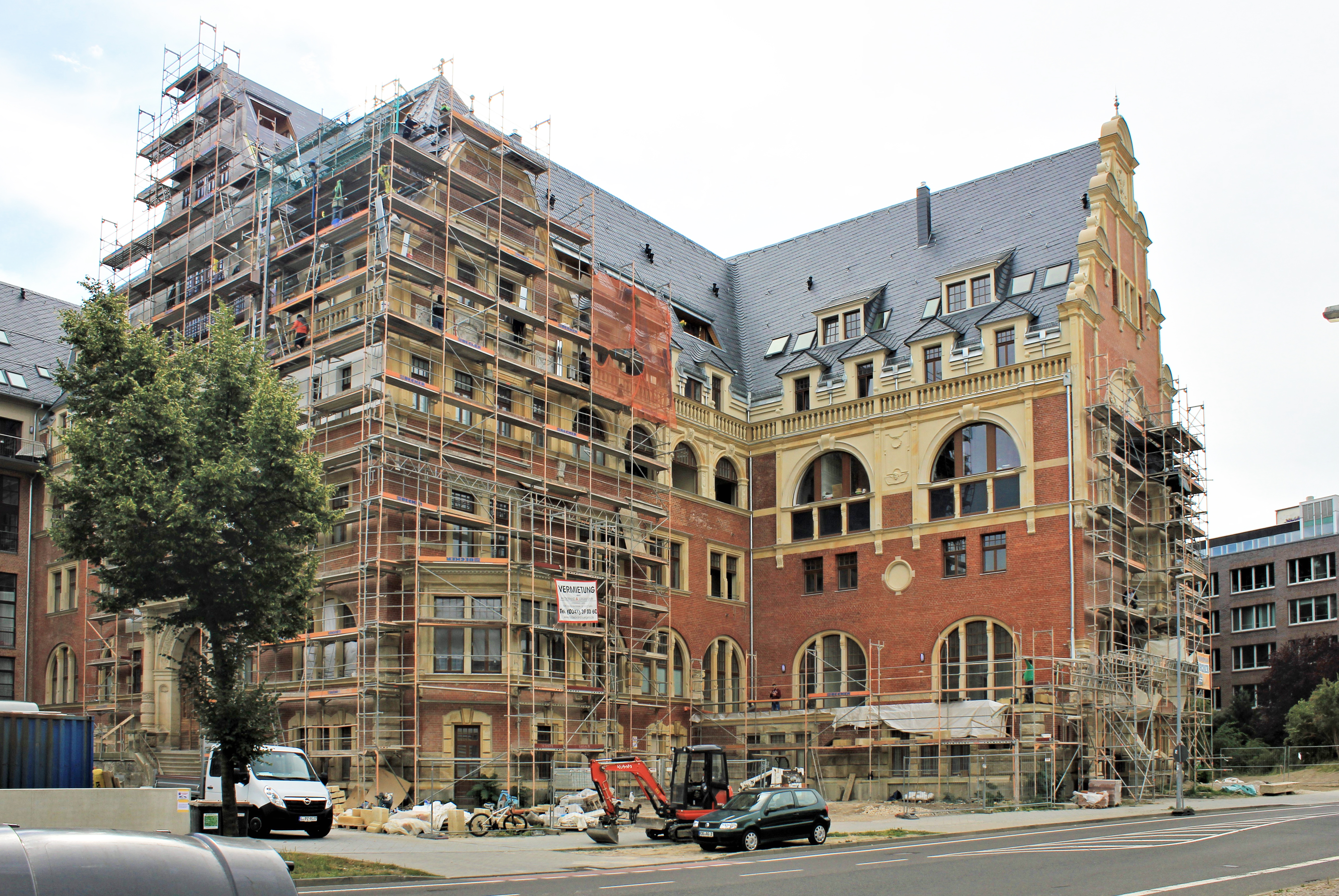
… und während der Rekonstruktion 2017